# Grotea eburnea
Grotea eburnea är en stekelart som först beskrevs av Porter 1989.  Grotea eburnea ingår i släktet Grotea och familjen brokparasitsteklar. Inga underarter finns listade i Catalogue of Life.